# Lion Ullmann
Lion Ullmann, auch Baruch Löb Ullmann, Leopold Ullmann oder Ludwig Ullmann (geboren am 3. Dezember 1804 in Sankt Goar; gestorben am 4. September 1843 in Krefeld) war ein deutscher Rabbiner und Orientalist. Er war von 1836 bis 1843 Ober-Rabbiner des Konsistoriums Krefeld.

## Familie
Lion Ullmann war Sohn des Kaufmanns Baruch Ullmann und der Judith Isaac, geborene Jonas. Er heiratete Nanette-Nannche Süßel (geboren 1808 in Abersheim, gestorben nach 1868 in Frankfurt am Main), Waise des Händlers Leopold Süßel und Adoptivtochter des Mainzer Rabbiners Löb Ellinger.

## Leben
Lion Ullmann besuchte die talmudischen Schulen in Bingen und ab 1821 in Darmstadt. Daneben erwarb er Kenntnisse in Deutsch, Französisch und Latein. Im Jahre 1823 wurde er Vikar bei Rabbiner Callmann Mengeburg in Darmstadt. 1829 wurde er durch Callmann Mengeburg und die Rabbiner Leo Ellinger (Mainz) und Seckel Löb Wormser (Michelstadt) zum Rabbiner (Morenu) ordiniert. Von Dezember 1829 bis 1833 studierte er an der Universität Bonn bei Georg Wilhelm Freytag „jüdische Theologie“, Arabistik und Orientalistik. Er gehörte zum Freundeskreis um Abraham Geiger und Samson Raphael Hirsch. Danach war er Hauslehrer bei dem Kaufmann Zons in Koblenz. Er promovierte im Mai 1835 an der Universität Gießen.
Im März 1836 wurde Lion Ullmann zum Oberrabbiner des Konsistoriums Krefeld gewählt. Er war der erste akademisch ausgebildete Rabbiner in Krefeld. Ullmann verfasste 1836 die erste Synagogenordnung für das Konsistorium Krefeld („Synagogen-, Trauungs- und Begräbnisordnung“ vom 20. Mai 1836). Diese wurde zwar in allen Synagogen der Regierungsbezirke Düsseldorf, Köln und Aachen eingeführt, aber nicht überall umgesetzt, auch nicht in seiner eigenen Gemeinde, was zu erheblichen Verstimmungen führt. 1840 gründete er in Krefeld eine jüdische Elementarschule.
Im selben Jahr veröffentlichte er eine Koranübersetzung, die bis heute nachgedruckt wird. Auf seine 1843 verfasste Petition hin setzte die Rheinische Ständeversammlung das napoleonische „Décret infâme“, das einen Rückschritt in den Freiheits- und Bürgerrechten der jüdischen Bevölkerung bedeutet hatte, außer Kraft.
Lion Ullmann starb nach einem langjährigen Leiden an einem „Brustkrampf“. Sein Grabstein befindet sich auf dem Friedhof Heideckstraße in Krefeld.

## Schriften
- Trauerrede zu Ehren des verstorbenen Herrn Löw Carlburg. Coblenz 1835.
- Rede beim Antritte seines Amtes. Krefeld 1836 (vgl. Eleonore Stockhausen unter Literatur).
- Synagogen-, Trauungs- und Begräbnisordnung für die Israelitische Gemeinde des Konsistorialsprengels Crefeld. Krefeld 1836.
- Der Koran. Aus dem Arabischen wortgetreu neu übersetzt, und mit erläuternden Anmerkungen versehen. Verlag J. H. Funcke, Krefeld 1840 (Scan in der Google-Buchsuche. – Diese Publikation ist die erste deutsche komplette Übersetzung des Koran. Die erste Auflage von 4000 Exemplaren war bald vergriffen. Bis 1897 erschienen acht weitere Auflagen.).
  - von Leo W. Winter neu bearbeitete Taschenbuchausgabe (als „Ludwig Ullmann“): Goldmann, München 1959; Neuausgabe ebd. 2007, ISBN 978-3-442-21846-2.
- Aufsatz von Oberrabbiner Dr. Lion Ullmann zur fälschlichen Ritualmordbeschuldigung [in Jülich]. Krefeld, 20. April 1840. Kölnische Zeitung 23. April 1840 No. 114, Auszüge. Zit. n.: Unterrichtsmaterialien I: Juden im Kreis Düren. 2. Auflage. Hrsg. von der Arbeitsgemeinschaft der Geschichtsvereine im Kreis Düren. 2002, S. II-10 f. (duereninfo.de (Memento vom 16. November 2003 im Internet Archive) [PDF; 3,3 MB; PDF-S. 22]).